# Andrena orientaliella
Andrena orientaliella là một loài Hymenoptera trong họ Andrenidae. Loài này được Osytshnjuk mô tả khoa học năm 1986.